# 森悌次郎
森 悌次郎（もり ていじろう、 1896年1月25日 - 1969年7月13日）は、山形県鶴岡市出身の体育学者、大学教授、サッカー選手。

## 人物
1916年3月に山形県立荘内中学校（現：山形県立鶴岡南高等学校）を卒業。東京高等師範学校に入学し、蹴球部に入部した。在学中の1921年6月に開催された第5回極東選手権競技大会のサッカー日本代表に選出され、2試合に出場した。
1923年3月に東京高師本科体育科甲組を卒業し、同年4月より東京高師の助手兼助教諭に任じられた。1925年4月に東京女子体操音楽学校の講師となり、1926年から1年間体操の研究のためにドイツ国に留学した。1927年8月に東京高師の助教授兼助教諭となった。
1936年にベルリンオリンピック日本選手団の体操の役員（監督）を務めた。1941年4月に東京高師の生徒主事兼助教授、1944年4月に東京女子体育専門学校の講師、1949年6月にお茶の水女子大学の教授兼学生部長を歴任。1950年4月、東京女子体育短期大学（学校法人藤村学園）の教授に就任。1951年1月、学校法人藤村学園の理事に就任。1961年3月、お茶の水女子大学を定年退職した。
1962年4月に東京女子体育大学の学生部長、1965年1月に東京女子体育大学の副学長、1967年4月に東京女子体育大学の学長を歴任した。1969年4月に全日本大学バレーボール連盟の理事長に就任した。
1969年7月13日、東京都渋谷区の東京体育館で開催されていた全日本バレーボール大学男子選手権の表彰式でメダルを授与していた際に倒れて、急性心不全により死去した。
死去した7月13日に勲三等旭日中綬章従三位に叙された。

## 代表歴

### 出場大会
- 第5回極東選手権競技大会

### 試合数
| 日本代表 | 国際Aマッチ | 国際Aマッチ | その他 | その他 | 期間通算 | 期間通算 |
| 年       | 出場        | 得点        | 出場   | 得点   | 出場     | 得点     |
| -------- | ----------- | ----------- | ------ | ------ | -------- | -------- |
| 1921     | 0           | 0           | 2      | 0      | 2        | 0        |
| 通算     | 0           | 0           | 2      | 0      | 2        | 0        |